# Leda (vệ tinh)
Leda /ˈliːdə/ (tiếng Hy Lạp: Λήδα), còn được biết tới với cái tên là Jupiter XIII, là một vệ tinh dị hình chuyển động cùng hướng với Sao Mộc. Nó được phát hiện bởi Charles T. Kowal tại Đài thiên văn Palomar vào ngày 14 tháng 9 năm 1974, sau ba đêm quan sát và chụp ảnh liên tục (từ 11 đến 13 tháng 9; Leda xuất hiện trong cả ba đêm đó). Nó được đặt tên theo nữ thần Leda, là người tình của thần Zeus, tượng trưng cho Sao Mộc trong thần thoại Hy Lạp (người đã đến với cô trong hình dạng một con thiên nga). Kowal đề xuất đặt theo tên đó và đã được IAU chứng nhận vào năm 1975.
Leda thuộc nhóm Himalia, bẩy vệ tinh có quỹ đạo trong khoảng 11 đến 13 Gm tính từ Sao Mộc với độ nghiêng khoảng 27,5. Những thông số quỹ đạo nêu trên được tính tới tháng 1 năm 2021, nhưng nó vẫn tiếp tục thay đổi do sự nhiễu loạn Mặt Trời và hành tinh.

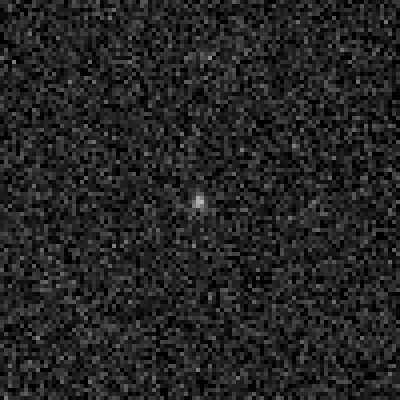
Hình ảnh phơi sáng đơn của Leda chụp bởi tàu vũ trụ WISE vào năm 2010

## Trong văn học
- Bộ phim của Anh Fire Maidens from Outer Space năm 1956 lấy bối cảnh trên vệ tinh thứ 13 của sao Mộc, mặc dù phim này được làm trước khi phát hiện ra vệ tinh Leda năm 1974.
- Trong tiểu thuyết khoa học thiếu niên theo chủ đề tiểu thuyết lãng mạn năm 2013 của Brenda Hiatt, Starstruck Lưu trữ ngày 25 tháng 3 năm 2016 tại Wayback Machine, Rigel gây ấn tượng với Marsha bằng một chiếc kính thiên văn có thể nhìn thấy rõ sao Leda. Rigel bị gây ấn tượng ngược lại bởi Marsha khi cô biết quá nhiều về vệ tinh tối này của sao Mộc, mặc dù cần lưu ý rằng mãi tới năm 1974 nó mới được phát hiện ra.
- Trong tiểu thuyết khoa học Death's End năm 2010 của Liu Cixin, Jupiter XIII bị nuốt chửng bởi một hố đen nhân tạo, tạo thành hố đen nhân tạo ổn định đầu tiên.